# Coppa Korać
La Coppa Korać è stata una competizione internazionale di pallacanestro per club, organizzata annualmente dalla FIBA dal 1972 al 2002.
È stata la terza competizione internazionale europea, dopo la Coppa dei Campioni e la Coppa delle Coppe.

## Storia
La Coppa deve il suo nome al leggendario giocatore jugoslavo Radivoj Korać, rimasto ucciso nel 1969 in un incidente stradale vicino a Sarajevo. Nella stagione 2001-2002, l'ultima nella quale si tenne la competizione, il torneo consisteva in due gare ad eliminazione diretta, seguite da una fase a gironi di qualificazione composta da otto gruppi da quattro squadre. Le due formazioni miglior qualificate di ciascun gruppo si qualificavano per i play-off. La finale veniva giocata in due gare.

## Albo d'oro
| Anno             |                      | Finale                   | Finale                 | Finale                       |                         | Semifinaliste | Semifinaliste |
| Anno             | Vincitore            | Punteggio                | Secondo posto          |                              |                         |               |               |
| 1972 dettagli    | Lokomotiva Zagabria  | 165–156 (83–71 / 94–73)  | OKK Belgrado           | Standard Liegi               | Olympique d'Antibes     |               |               |
| 1973 dettagli    | Forst Cantù          | 165–156 (83–71 / 94–73)  | Racing Mechelen        | Filomatic Picadero           | Barcellona              |               |               |
| 1973-74 dettagli | Forst Cantù          | 174–154 (99–86 / 68–75)  | Partizan Belgrado      | ASVEL Lyon-Villeurbanne      | Jugoplastika Spalato    |               |               |
| 1974-75 dettagli | Forst Cantù          | 181–154 (69–71 / 110–85) | FC Barcelona           | Partizan Belgrado            | Brina Rieti             |               |               |
| 1975-76 dettagli | Jugoplastika Spalato | 179–166 (97–84 / 82–82)  | Chinamartini Torino    | Sinudyne Virtus Bologna      | Joventut Badalona       |               |               |
| 1976-77 dettagli | Jugoplastika Spalato | 87–84                    | Alco Fortitudo Bologna | Stella Azzurra Roma          | Berck                   |               |               |
| 1977-78 dettagli | Partizan Belgrado    | 117–110                  | Bosna Sarajevo         | Joventut Badalona            | Cinzano Milano          |               |               |
| 1978-79 dettagli | Partizan Belgrado    | 108–98                   | Arrigoni Rieti         | Jugoplastika Spalato         | Cotonificio Badalona    |               |               |
| 1979-80 dettagli | Arrigoni Rieti       | 76–71                    | Cibona Zagabria        | Jugoplastika Spalato         | Hapoel Tel Aviv         |               |               |
| 1980-81 dettagli | Joventut Badalona    | 105–104                  | Reyer Carrera Venezia  | Stella Rossa Belgrado        | Dinamo Mosca            |               |               |
| 1981-82 dettagli | CSP Limoges          | 90–84                    | Šibenka                | Zadar                        | Stella Rossa Belgrado   |               |               |
| 1982-83 dettagli | CSP Limoges          | 94–86                    | Šibenka                | Dinamo Mosca                 | Zadar                   |               |               |
| 1983-84 dettagli | EB Pau-Orthez        | 97–73                    | Stella Rossa Belgrado  | Olympique d'Antibes          | CAI Saragozza           |               |               |
| 1984-85 dettagli | Simac Milano         | 91–78                    | Ciaocrem Varese        | Stella Rossa Belgrado        | Aris Salonicco          |               |               |
| 1985-86 dettagli | Banco Roma           | 157–150 (78–84 / 73–72)  | Mobilgirgi Juvecaserta | Olympique d'Antibes          | Divarese Varese         |               |               |
| 1986-87 dettagli | FC Barcelona         | 203–171 (106–85 / 86–97) | CSP Limoges            | Mobilgirgi Juvecaserta       | CAI Saragozza           |               |               |
| 1987-88 dettagli | Real Madrid          | 195–183 (102–89 / 94–93) | Cibona Zagabria        | Stella Rossa Belgrado        | Hapoel Tel Aviv         |               |               |
| 1988-89 dettagli | Partizan Belgrado    | 177–171 (89–76 / 101–82) | Wiwa Vismara Cantù     | Zadar                        | Philips Milano          |               |               |
| 1989-90 dettagli | Joventut Badalona    | 195–184 (98–99 / 96–86)  | Scavolini Pesaro       | Bosna Sarajevo               | CSKA Mosca              |               |               |
| 1990-91 dettagli | Clear Cantù          | 168–164 (71–73 / 95–93)  | Real Madrid            | FC Mulhouse                  | Joventut Badalona       |               |               |
| 1991-92 dettagli | Il Messaggero Roma   | 193–180 (94–94 / 86–99)  | Scavolini Pesaro       | Fórum Valladolid             | Clear Cantù             |               |               |
| 1992-93 dettagli | Philips Milano       | 201–181 (90–95 / 106–91) | Virtus Roma            | Clear Cantù                  | Barcellona              |               |               |
| 1993-94 dettagli | PAOK Salonicco       | 175–157 (75–66 / 91–100) | Stefanel Trieste       | Paniónios Atene              | Recoaro Milano          |               |               |
| 1994-95 dettagli | Alba Berlino         | 172–166 (87–87 / 85–79)  | Stefanel Milano        | Cáceres                      | Pau-Orthez              |               |               |
| 1995-96 dettagli | Efes Pilsen Istanbul | 146–145 (76–68 / 77–70)  | Stefanel Milano        | Teamsystem Fortitudo Bologna | ASVEL Lyon-Villeurbanne |               |               |
| 1996-97 dettagli | Aris Salonicco       | 146–145 (66–77 / 70–88)  | Tofaş Bursa            | Benetton Treviso             | Mazowszanka             |               |               |
| 1997-98 dettagli | Mash Verona          | 141–138 (68–74 / 64–73)  | Stella Rossa Belgrado  | Calze Pompea Roma            | Cholet                  |               |               |
| 1998-99 dettagli | FC Barcelona         | 174–163 (93–77 / 97–70)  | Adecco Estudiantes     | Paniónios Atene              | Sunair Ostenda          |               |               |
| 1999-00 dettagli | CSP Limoges          | 131–118 (80–58 / 60–51)  | Unicaja Málaga         | Cademont Girona              | Adecco Estudiantes      |               |               |
| 2000-01 dettagli | Unicaja Málaga       | 148–116 (77–47 / 69–71)  | Hemofarm Vršac         | Ricoh Amsterdam              | Athlon Ieper            |               |               |
| 2001-02 dettagli | SLUC Nancy           | 172–167 (98–72 / 95–74)  | Lokomotiv Rostov       | Pivovarna Laško              | Telestet Maroussi       |               |               |

## Statistiche di squadra

### Titoli per club
| Club                 | Titoli | Città      | Anni                                  |
| -------------------- | ------ | ---------- | ------------------------------------- |
| Pall. Cantù          | 4      | Cantù      | 1973, 1973-1974, 1974-1975, 1990-1991 |
| Partizan             | 3      | Belgrado   | 1977-1978, 1978-1979, 1988-1989       |
| Limoges CSP          | 3      | Limoges    | 1981-1982, 1982-1983, 1999-2000       |
| Spalato              | 2      | Spalato    | 1975-1976, 1976-1977                  |
| Joventut Badalona    | 2      | Badalona   | 1980-1981, 1989-1990                  |
| Virtus Roma          | 2      | Roma       | 1985-1986, 1991-1992                  |
| Olimpia Milano       | 2      | Milano     | 1984-1985, 1992-1993                  |
| Barcellona           | 2      | Barcellona | 1986-1987, 1998-1999                  |
| Cibona Zagabria      | 1      | Zagabria   | 1972                                  |
| RSR Sebastiani Rieti | 1      | Rieti      | 1979-1980                             |
| Real Madrid          | 1      | Madrid     | 1987-1988                             |
| PAOK Salonicco       | 1      | Bologna    | 1993-1994                             |
| Alba Berlino         | 1      | Berlino    | 1994-1995                             |
| Anadolu Efes         | 1      | Istanbul   | 1995-1996                             |
| Aris Salonicco       | 1      | Salonicco  | 1996-1997                             |
| Scaligera Verona     | 1      | Verona     | 1997-1998                             |
| Málaga               | 1      | Malaga     | 2000-2001                             |

## Classifica per nazioni
| Titoli | Nazione    | Squadra |
| ------ | ---------- | --- |
| 10     | Italia     | Pallacanestro Cantù (4), Virtus Roma (2), Olimpia Milano (2), AMG Sebastiani Rieti (1), Scaligera Verona (1) |
| 6      | Jugoslavia | Partizan Belgrado (3), KK Spalato (2), Lokomotiv Zagabria (1)                                                |
| 6      | Spagna     | Joventut Badalona (2), FC Barcelona (2), Real Madrid (1), Unicaja Malaga (1)                                 |
| 5      | Francia    | CSP Limoges (3), EB Pau-Orthez (1), SLUC Nancy (1)                                                           |
| 2      | Grecia     | PAOK Salonicco (1), Aris Salonicco (1)                                                                       |
| 1      | Germania   | ALBA Berlino (1)                                                                                             |
| 1      | Turchia    | Efes Pilsen Istanbul (1)                                                                                     |

## Migliori realizzatori delle finali
1. Dražen Dalipagić (Partizan Belgrado) 48 points vs. Bosna Sarajevo (in 1977-78 final)
2. Dražen Petrović (Cibona Zagabria) 47 points vs. Real Madrid (in second leg of 1987-88 final)
3. Dragan Kićanović (Partizan Belgrado) 41 points vs. AMG Sebastiani Rieti (in 1978-79 final)
4. Nikola Plećaš (Lokomotiv Zagabria) 40 points vs. OKK Belgrado (in second leg of 1971-72 final)
5. Aleksandar Đorđević (Olimpia Milano) 38 points vs. Pallacanestro Virtus Roma (in second leg of 1992-93 final)
6. Antonello Riva (Pallacanestro Cantù) 36 points vs. Partizan Belgrado (in second leg of 1988-89 final)
7. Pace Mannion (Pallacanestro Cantù) 35 points vs. Real Madrid (in second leg of 1990-91 final)
8. Ed Murphy (CSP Limoges) 35 points vs. Sibenka Sibenik (in 1981-82 final)
9. Ed Murphy (CSP Limoges) 34 points vs. Sibenka Sibenik (in 1982-83 final)
10. Željko Jerkov (KK Spalato) 34 points vs. Fortitudo Bologna (in 1976-77 final)
11. Dino Rađa (Pallacanestro Virtus Roma) 34 points vs. Victoria Libertas Pesaro (in first leg of 1991-92 final)
12. Saša Obradović (Alba Berlino) 34 points vs. Olimpia Milano (in first leg of 1994-95 final)
13. Teoman Alibegović (Alba Berlino) 34 points vs. Olimpia Milano (in second leg of 1994-95 final)